# Wa-20
Wa-20 — тральщик Імперського флоту Японії, який взяв участь у Другій світовій війні.
Корабель, який належав до допоміжних тральщиків типу Wa-1, спорудили у 1943 році на верфі компанії Naniwa Dock.
З липня 1943-го Wa-20 належав до військово-морського округу Майдзуруа, який відповідав за охорону західного узбережжя Хонсю. Наступний рік корабель ніс тут патрульну службу, при цьому 1 вересня 1943-го під час перебування в районі Нанао (дві сотні кілометрів на північний схід від Майдзуру) доповів про торпедну атаку, яка не завдала пошкоджень, та проведену контратаку глибинними бомбами.
У липні 1944-го його не перевели до Спеціальної військово-морської бази Циндао, яка діяла в Жовтому морі. До кінця війни корабель ніс тут службу з базуванням на кілька портів, передусім корейський Хеджу.
19 березня 1945-го Wa-20 надавав допомогу судну «Баншу-Мару № 2», яке сіло на мілину.
30 липня 1945-го тральщик перебував на верфі ВМФ у Майдзуру та зазнав легких пошкоджень внаслідок обстрілу з повітря.
Корабель дочекався капітуляції Японії, а в жовтні 1947-го був переданий СРСР.